# Marasarahalli, Kanakapura
Marasarahalli là một làng thuộc tehsil Kanakapura, huyện Ramanagara, bang Karnataka, Ấn Độ.